# Andoain
Andoain is een gemeente in de Spaanse provincie Gipuzkoa in de regio Baskenland met een oppervlakte van 27 km². Andoain telt 14.613 inwoners (1 januari 2016).

## Demografische ontwikkeling
Bron: INE; 1857-2011: volkstellingen
Opm.: In 1887 werd Soravilla aangehecht

## Geboren
- Jon Gaztañaga (28 juni 1991), voetballer